# Bóng đá tại Đại hội Thể thao châu Á 1974
Bóng đá tại Đại hội Thể thao châu Á 1974 được tổ chức tại Tehran, Iran từ 2 tháng 9 đến 16 tháng 9 năm 1974.

## Địa điểm
| Tehran                | Tehran                | Tehran                  |
| --------------------- | --------------------- | ----------------------- |
| Sân vận động Aryamehr | Sân vận động Amjadieh | Sân vận động Persepolis |
| Sức chứa: 100,000     | Sức chứa: 30,000      | Sức chứa: 12,000        |
|                       |                       |                         |

## Huy chương giành được
| Nội dung | Vàng | Bạc                   | Đồng |
| -------- | --- | --------------------- | --- |
| Nam      | Bản mẫu:Lá cờIOC2team Nasser Hejazi Bahram Mavaddat Mansour Rashidi Jafar Kashani Ebrahim Ashtiani Mohsen Houshangi Ezzat Janmaleki Akbar Kargarjam Masih Masihnia Mahmoud Etemadi Parviz Ghelichkhani Ali Parvin Ali Jabbari Mohammad Sadeghi Mohammad Dastjerdi Hassan Roshan Ghafour Jahani Mohammad Reza Adelkhani Gholam Hossein Mazloumi Karo Haghverdian | Bản mẫu:Lá cờIOC2team | Bản mẫu:Lá cờIOC2team R. Arumugam Wong Hee Kok Hanafiah Ali Wong Kuw Fou P. Umaparam Mohamed Chandran Soh Chin Aun Shukor Salleh Wan Zawawi Ali Bakar Mohamed Bakar Syed Ahmad Mokhtar Dahari Harun Jusoh Namat Abdullah Santokh Singh |

## Kết quả

### Vòng loại

#### Bảng A
| Đội      | Số trận | Thắng | Hòa | Thua | Bàn thắng | Bàn thua | Hiệu số | Điểm |
| -------- | ------- | ----- | --- | ---- | --------- | -------- | ------- | ---- |
| Kuwait   | 2       | 2     | 0   | 0    | 7         | 2        | +5      | 4    |
| Hàn Quốc | 2       | 1     | 0   | 1    | 1         | 4        | −3      | 2    |
| Thái Lan | 2       | 0     | 0   | 2    | 2         | 4        | −2      | 0    |

| Kuwait            | 3 – 2 | Thái Lan |
| ----------------- | ----- | -------- |
| Kamel · Al-Dakhil |       |          |

| Hàn Quốc        | 1 – 0 | Thái Lan |
| --------------- | ----- | -------- |
| Ko Jae-Wook 42' |       |          |

| Kuwait                          | 4 – 0 | Hàn Quốc |
| ------------------------------- | ----- | -------- |
| Kamel 6', 25' · Yaqoub 40', 90' |       |          |

#### Bảng B
| Đội               | Số trận | Thắng | Hòa | Thua | Bàn thắng | Bàn thua | Hiệu số | Điểm |
| ----------------- | ------- | ----- | --- | ---- | --------- | -------- | ------- | ---- |
| Iraq              | 3       | 3     | 0   | 0    | 5         | 0        | +5      | 6    |
| CHDCND Triều Tiên | 3       | 2     | 0   | 1    | 6         | 2        | +4      | 4    |
| Trung Quốc        | 3       | 1     | 0   | 2    | 7         | 4        | +3      | 2    |
| Ấn Độ             | 3       | 0     | 0   | 3    | 2         | 14       | −12     | 0    |

| Ấn Độ | 0 – 3 | Iraq                                 |
| ----- | ----- | ------------------------------------ |
|       |       | Jassam 19' · Hassan 27' · Kadhim 58' |

| CHDCND Triều Tiên             | 2 – 0 | Trung Quốc |
| ----------------------------- | ----- | ---------- |
| An Se-Uk 35' · An Gil-Wan 61' |       |            |

| Ấn Độ     | 1 – 7 | Trung Quốc                                                                                        |
| --------- | ----- | ------------------------------------------------------------------------------------------------- |
| Rajvi 74' |       | Vương Chí Liên 2', 24' · Lý Quốc Ninh 19' (ph.đ.) · Lưu Khánh Quan · Dung Chí Hưng · Chi Shangbin |

| CHDCND Triều Tiên | 0 – 1 | Iraq       |
| ----------------- | ----- | ---------- |
|                   |       | Jassam 68' |

| Trung Quốc | 0 – 1 | Iraq      |
| ---------- | ----- | --------- |
|            |       | Hatim 24' |

| CHDCND Triều Tiên                               | 4 – 1 | Ấn Độ |
| ----------------------------------------------- | ----- | ----- |
| Hong Song-Nam · Yong Song-Guk · Myong Dong-Chan |       | Rajvi |

#### Bảng C
| Đội         | Số trận | Thắng | Hòa | Thua | Bàn thắng | Bàn thua | Hiệu số | Điểm |
| ----------- | ------- | ----- | --- | ---- | --------- | -------- | ------- | ---- |
| Israel      | 3       | 3     | 0   | 0    | 17        | 3        | +14     | 6    |
| Malaysia    | 3       | 1     | 1   | 1    | 15        | 9        | +6      | 3    |
| Nhật Bản    | 3       | 1     | 1   | 1    | 5         | 4        | +1      | 3    |
| Philippines | 3       | 0     | 0   | 3    | 0         | 21       | −21     | 0    |

| Israel                                                                             | 8 – 3 | Malaysia                            |
| ---------------------------------------------------------------------------------- | ----- | ----------------------------------- |
| Onana 4', 18' · Schwartz 10' · Feigenbaum 39' · Damti 48', 67', 89' · Massuari 75' |       | Zawawi 61' (ph.đ.) · Ahmad 75', 80' |

| Nhật Bản                             | 4 – 0 | Philippines |
| ------------------------------------ | ----- | ----------- |
| Kamamoto 1', 15', 44' · Watanabe 76' |       |             |

| Israel                                                                  | 6 – 0 | Philippines |
| ----------------------------------------------------------------------- | ----- | ----------- |
| Schweitzer 16', 42' · Damti 24' · Shum 31' · Onana 41' · Feigenbaum 90' |       |             |

| Nhật Bản      | 1 – 1 | Malaysia     |
| ------------- | ----- | ------------ |
| Yoshimura 67' |       | M. Bakar 66' |

| Malaysia | 11 – 0 | Philippines |
| -------- | ------ | ----------- |
|          |        |             |

| Nhật Bản | 0 – 3 | Israel                          |
| -------- | ----- | ------------------------------- |
|          |       | Feigenbaum 55', 63' · Damti 86' |

#### Bảng D
| Đội       | Số trận | Thắng | Hòa | Thua | Bàn thắng | Bàn thua | Hiệu số | Điểm |
| --------- | ------- | ----- | --- | ---- | --------- | -------- | ------- | ---- |
| Iran      | 3       | 3     | 0   | 0    | 15        | 1        | +14     | 6    |
| Miến Điện | 3       | 2     | 0   | 1    | 10        | 3        | +7      | 4    |
| Pakistan  | 3       | 1     | 0   | 2    | 6         | 13       | −7      | 2    |
| Bahrain   | 3       | 0     | 0   | 3    | 1         | 15       | −14     | 0    |

| Iran                                                                     | 7 – 0 | Pakistan |
| ------------------------------------------------------------------------ | ----- | -------- |
| Mazloumi 4', 44', 66' · Jabbari 11' · Parvin 28', 55' · Ghelichkhani 88' |       |          |

| Miến Điện                                            | 4 – 0 | Bahrain |
| ---------------------------------------------------- | ----- | ------- |
| Yousif 17' (l.n.) · Ye Nyunt 51', 61' · Tin Wein 74' |       |         |

| Pakistan | 5 – 1 | Bahrain |
| -------- | ----- | ------- |
|          |       |         |

| Miến Điện      | 1 – 2 | Iran                       |
| -------------- | ----- | -------------------------- |
| Mya Kyaing 37' |       | Sadeghi 7' · Janmaleki 57' |

| Miến Điện | 5 – 1 | Pakistan |
| --------- | ----- | -------- |
|           |       |          |

| Bahrain | 0 – 6 | Iran                                                                                                 |
| ------- | ----- | --- |
|         |       | Jahani 25' · Al-Durazi 28' (l.n.) · Ghelichkhani 32' · Etemadi 41' · Dastjerdi 46' · Haghverdian 73' |

### Vòng hai

#### Bảng A
| Đội      | Số trận | Thắng | Hòa | Thua | Bàn thắng | Bàn thua | Hiệu số | Điểm |
| -------- | ------- | ----- | --- | ---- | --------- | -------- | ------- | ---- |
| Iran     | 3       | 3     | 0   | 0    | 4         | 0        | +4      | 6    |
| Malaysia | 3       | 1     | 1   | 1    | 3         | 3        | 0       | 3    |
| Iraq     | 3       | 0     | 2   | 1    | 1         | 2        | −1      | 2    |
| Hàn Quốc | 3       | 0     | 1   | 2    | 3         | 6        | −3      | 1    |

| Iran           | 1 – 0 | Malaysia |
| -------------- | ----- | -------- |
| Ali Parvin 17' |       |          |

| Hàn Quốc            | 1 – 1 | Iraq             |
| ------------------- | ----- | ---------------- |
| Park Byung-Chul 48' |       | Hazim Jassam 74' |

| Iran                             | 2 – 0 | Hàn Quốc |
| -------------------------------- | ----- | -------- |
| Gholam Hossein Mazloumi 74', 90' |       |          |

| Iraq | 0 – 0 | Malaysia |
| ---- | ----- | -------- |
|      |       |          |

| Iran               | 1 – 0 | Iraq |
| ------------------ | ----- | ---- |
| Hassan Rowshan 76' |       |      |

| Hàn Quốc                             | 2 – 3 | Malaysia                            |
| ------------------------------------ | ----- | ----------------------------------- |
| Lee Hoi-Taek 12' · Park Yi-Cheon 81' |       | Harun Jusoh 10' 22' · Ali Bakar 78' |

#### Bảng B
| Đội               | Số trận | Thắng | Hòa | Thua | Bàn thắng | Bàn thua | Hiệu số | Điểm |
| ----------------- | ------- | ----- | --- | ---- | --------- | -------- | ------- | ---- |
| Israel            | 3       | 3     | 0   | 0    | 7         | 0        | +7      | 6    |
| CHDCND Triều Tiên | 3       | 1     | 1   | 1    | 4         | 4        | 0       | 3    |
| Kuwait            | 3       | 1     | 0   | 2    | 5         | 6        | −1      | 2    |
| Miến Điện         | 3       | 0     | 1   | 2    | 4         | 10       | −6      | 1    |

| Israel                                                          | 3 – 0 | Miến Điện |
| --------------------------------------------------------------- | ----- | --------- |
| Yehoshua Feigenbaum 31' · Moshe Schweitzer 49' · Gidi Damti 89' |       |           |

| Kuwait | 0 – 2 | CHDCND Triều Tiên |
| ------ | ----- | ----------------- |
|        |       |                   |

| Miến Điện | 2 – 5 | Kuwait |
| --------- | ----- | ------ |
|           |       |        |

| Israel | 2 – 0 Awarded | CHDCND Triều Tiên |
| ------ | ------------- | ----------------- |
|        |               |                   |

| CHDCND Triều Tiên | 2 – 2 | Miến Điện |
| ----------------- | ----- | --------- |
|                   |       |           |

| Israel | 2 – 0 Awarded | Kuwait |
| ------ | ------------- | ------ |
|        |               |        |

### Vòng cuối

#### Tranh huy chương đồng
| CHDCND Triều Tiên | 1 – 2 | Malaysia          |
| ----------------- | ----- | ----------------- |
| Kim Jong-Min 58'  |       | Isa Bakar 48' 81' |

#### Chung kết
| Israel | 0 – 1 | Iran            |
| ------ | ----- | --------------- |
|        |       | Shum 30' (l.n.) |

| Vô địch Bóng đá nam Asiad 1974 Iran Lần thứ nhất |